# 국가안전교육원
국가안전교육원(National For safety Education Center)은 대한민국 행정안전부 소관으로 2020년 9월 23일 최초 설립되었으며, 서울 영등포구 선유로 130, 에이스하이테크시티3차 706호에 위치하고 있다. 
| 국가안전교육원 |
| --- |
| 설립일 2020년 9월 23일 소재지 서울 영등포구 선유로 130 상급기관 대한민국 행정안전부 웹사이트 http://nsecd.kr - 공식 웹사이트 |

## 직무
- 안전교육 콘텐츠, 교재, 프로그램, 시스템구축, 안전 분야 자격증 취득 및 발급 등 연구개발과 이를 위한 제반 활동
- 국민을 대상으로 안전문화 진흥을 위한 체계적 안전교육 지원(봉사)활동 및 안전문화 활동 전개에 따른 국가안전교육원의 제반 활동
- 몸으로 기억하는 체험 실습교육 및 국민 누구나 '찾아오는, 가는' 안전체험관 제공
- 안전취약계층을 보호하기 위한 예방 활동으로 아동, 노인, 장애인, 외국인, 다문화가족 대상으로 안전교육 및 안전사고예방 가이드라인을 제작하여 제공
- 기타 본회의 목적을 달성하는데 필요한 사업

## 조직
- 원장
- 이사회
- 감사
- 전국지회지부
- 안전교육전문위원
- 관리부
- 교육행정팀
- 자원봉사팀
- 대외협력팀
- 안전교육 콘텐츠 개발팀
- 온라인교육팀